# Donaciano Ojeda
Donaciano Ojeda es una localidad del estado mexicano de Michoacán. Es parte del municipio de Zitácuaro.

## Demografía
| Gráfica de evolución demográfica |
|                                  |

| Censo | Población |
| ----- | --------- |
| 1900  | 570       |
| 1910  | 499       |
| 1921  | 120       |
| 1930  | 264       |
| 1940  | 53        |
| 1950  | 157       |
| 1960  | 237       |
| 1970  | 741       |
| 1980  | 1011      |
| 1990  | 1850      |
| 2000  | 1115      |
| 2010  | 1180      |
| 2020  | 1250      |